# هاي (غواصة قزمية)
هاي (القرش) نموذجًا متقدمًا للغواصات <i id="mwBw">الصغيرة</i> من غواصات القزمية التي تم إنشاؤها في ألمانيا النازية خلال الحرب العالمية الثانية والتي تديرها كيه-فيرباند. كان أداء النموذج الأولي ضعيف أثناء الاختبار، وبالتالي لم يتم إنتاج غواصات أخرى.
كان طول هاي 11 مترا، وطولها سمح بتركيب بطاريات كبيرة، مما يتيح لها الوصول لسرعة قصوى 20 عقدة تحت الماء. بالإضافة إلى ذلك، يمكن أن تظل هاي تحت الماء لمدة تصل إلى ساعتين. 